# Арсенал
Арсена́л (італ. arzanale), розм. зброя́рня, діал. зброї́вня — підприємство для виготовлення, ремонту і збереження озброєння та військового спорядження.

## Походження назви
Назва походить від італійського слова arzanale, та французького arsenal, котрі у свою чергу походять від араб. دار الصناعة, dār aṣ-ṣināʕa, що дослівно означає «виробничий дім».

## Історія

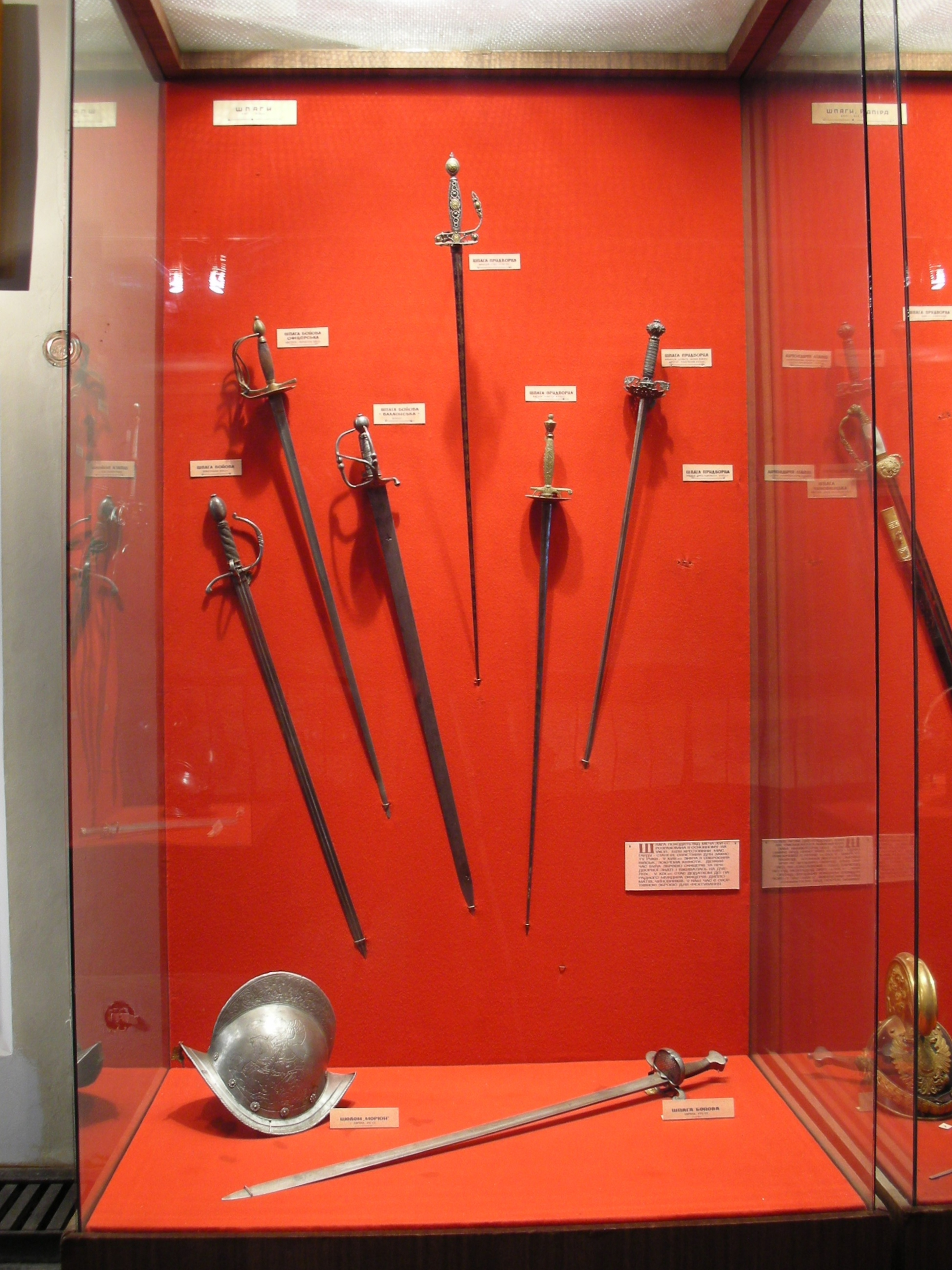
Музей зброї «Арсенал»

Найдавніший арсенал у Венеції відомий з 1104 року.
В Україні найдавнішим з відомих арсеналів є Міський арсенал у Львові, вперше згаданий 1430 року. Крім того у Львові збереглися Королівський арсенал з 1639 року та Арсенал Сенявських приблизно з 1663 року.
Київський арсенал засновано 1764 року.
Московський арсенал (у Кремлі), заснований 1584, з 1783 став музеєм-сховищем.
У Петербурзі з 1712 арсенал існував як «Ливарний, діловий та гарматний двір».
В Севастополі, Кронштадті та ін. містах, були морські арсенали.

### Бази зберігання (арсенали) ядерної зброї
Наприкінці 1950 року РМ СРСР ухвалила рішення про створення т. зв. центральних баз зберігання ядерної зброї (ЦБЗ ЯЗ) які здійснювали б складання й зберігання ядерних боєприпасів (ЯБП) виготовлених промисловістю. Першими ЦБЗ повинні були стати:
- «Об'єкт 711» Івано-Франківськ-16 (в/ч 51989);
- «Об'єкт 712» Сімферополь-10 або Феодосія-13 (в/ч 62047);
- «Об'єкт 713» Новгород-18 (в/ч 71373);
- «Об'єкт 714» Можайськ-10 (в/ч 52025).

Військовим складам ядерних бомб аеродромів Дальньої Авіації було присвоєно умовне найменування — Ремонтно-Технічні Бази (РТБ).
У січні-лютому 1958 ГУ комплектації МСМ було передано МО СРСР і перетворено спочатку в ГУ спеціального озброєння МО СРСР, а потім в 12-те Головне управління МО СРСР (12-те ГУ МО).